# 村岡重夫
村岡 重夫（むらおか しげお、1909年（明治42年）4月26日 - 1980年（昭和55年）7月25日は、日本の経済学者・地方公務員。専門は、北海道経済論・経済政策。札幌短期大学教授・同学長を歴任。
大阪市南区生まれ（父金三郎、母須恵長男）。
1931年（昭和6年）官立大阪外国語学校卒業。南満州鉄道に入社。満州国産業部勤務を経て、満州国興安総省に入省。昭和16年山本清と婚姻。1945年終戦とともに北海道に引き揚げ。その後、北海道庁に入庁。1955年北海道庁総務部総合企画開発本部係長。札幌短期大学非常勤講師（~1969年）。1962年北海道立総合経済研究所（北海道庁研究機関）主任研究員。1969年札幌短期大学商学科教授。1971年同学長・学校法人明和学園理事。1978年札幌商科大学商学部教授。1980年札幌商科大学在職中に逝去。

## 主著
- 『牛禄地の研究』（満州行政学会、1935年）
- 『北海道現況の基礎分析』（共著、時事通信社、1951年）
- 『青蛙行紀』（文芸サークル「道庁文化」, 1980）